# Michel Kuipers
Michel Kuipers (Amesterdão, 26 de junho de 1974) é um ex-futebolista neerlandês que atuava como goleiro. Atualmente, trabalha como agente de jogadores.

## Carreira
Formado nas categorias de base do Blauw-Wit Amsterdam, Kuipers iniciou sua carreira em outro clube de sua cidade, o SDW, onde jogaria até 1999, quando foi jogar na Inglaterra.
Sua primeira experiência no futebol inglês foi no Bristol Rovers, onde atuou por um jogo. Emprestado ao Chester City, não chegou a jogar nenhuma vez. Dispensado pelos Piratas ao final de seu contrato, o goleiro assinou com o Brighton & Hove Albion, onde se destacou por 10 anos. Embora fosse um dos favoritos da torcida por sua agilidade embaixo das traves, Kuipers foi prejudicado por lesões - ele chegou a sofrer um acidente de carro em 2003. Durante sua estadia no Brighton, foi emprestado para Hull City (3 jogos) e Boston United (dois empréstimos, em 2005 e 2006).
Após 247 jogos, o goleiro deixou o Brighton em 2010, indo jogar no Crawley Town, outro clube da região de Sussex. Em 2 temporadas e meia pelos Reds, Kuipers disputou 41 partidas, e em janeiro de 2013 rescindiu o contrato. Em março do mesmo ano, assinou com o Barnet, como alternativa ao titular Graham Stack. Após o término da temporada, Kuipers não renovou o contrato e encerrou a carreira aos 38 anos.